# Alexander McGowan Ferguson
Alexander McGowan Ferguson est un botaniste américain né en 1874 et mort en 1955.
Il a écrit India Rubber and Gutta Percha et Elementary Principales of Agriculture.